# 土耳其裔馬其頓人
土耳其裔北馬其頓人，是北馬其頓共和國第三大族群，根據2002年人口普查有77,959人。土耳其裔北馬其頓人主要分布在中茹帕市镇和普拉斯尼察市鎮，但他們認為自己人口應有170000-200000人。

## 歴史
北馬其頓在1392年開始被奥斯曼帝國統治，持續500多年直到1912年巴爾幹戰爭為止。多數土耳其人逃回小亞细亞，其他的因與當地人結婚而被同化。

## 語言
土耳其裔北馬其頓人説土耳其語，但也説馬其頓語。

## 宗教
根據北马其顿政府2020年人口普查，土耳其裔佔该國人口总数的12%，皆为伊斯兰教信仰。

## 民族日
他們有自己的民族日，稱土耳其語教育日，訂在2007年11月21日，這天也是土耳其社群休息日。

## 媒體
他們在土耳其同時有電台和電視節目。同時他們也有一份報章Birlik在土耳其每週發行三次。

## 政治
他們的政黨土耳其人民主黨，在1990年代成立活動至今。

## 教育
第一所土耳其語學校成立於1944年，2008年馬其頓有60間學校提供土耳其語課程。